# Reißeckbahn

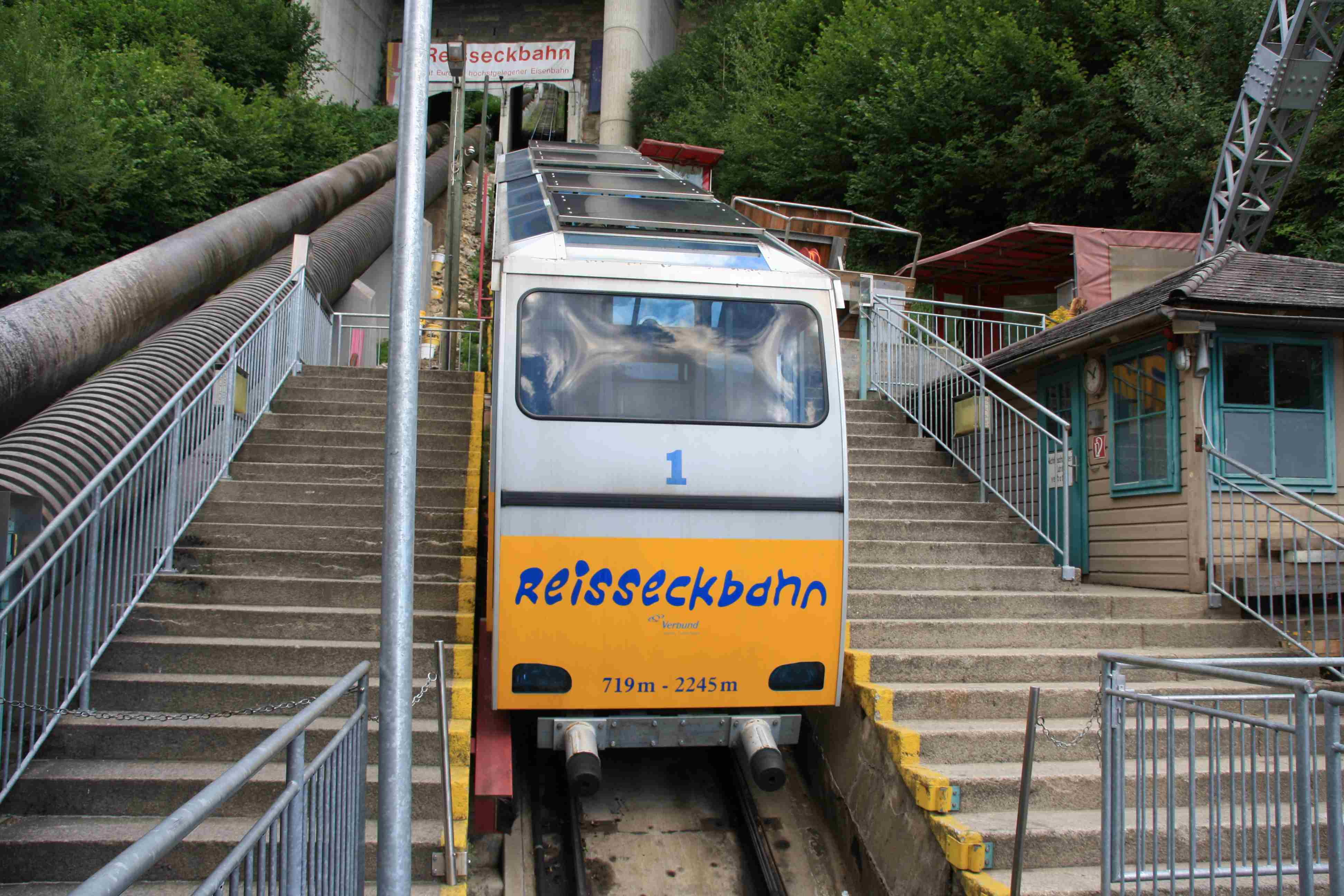
Die Talstation, links die Wasserdruckrohre

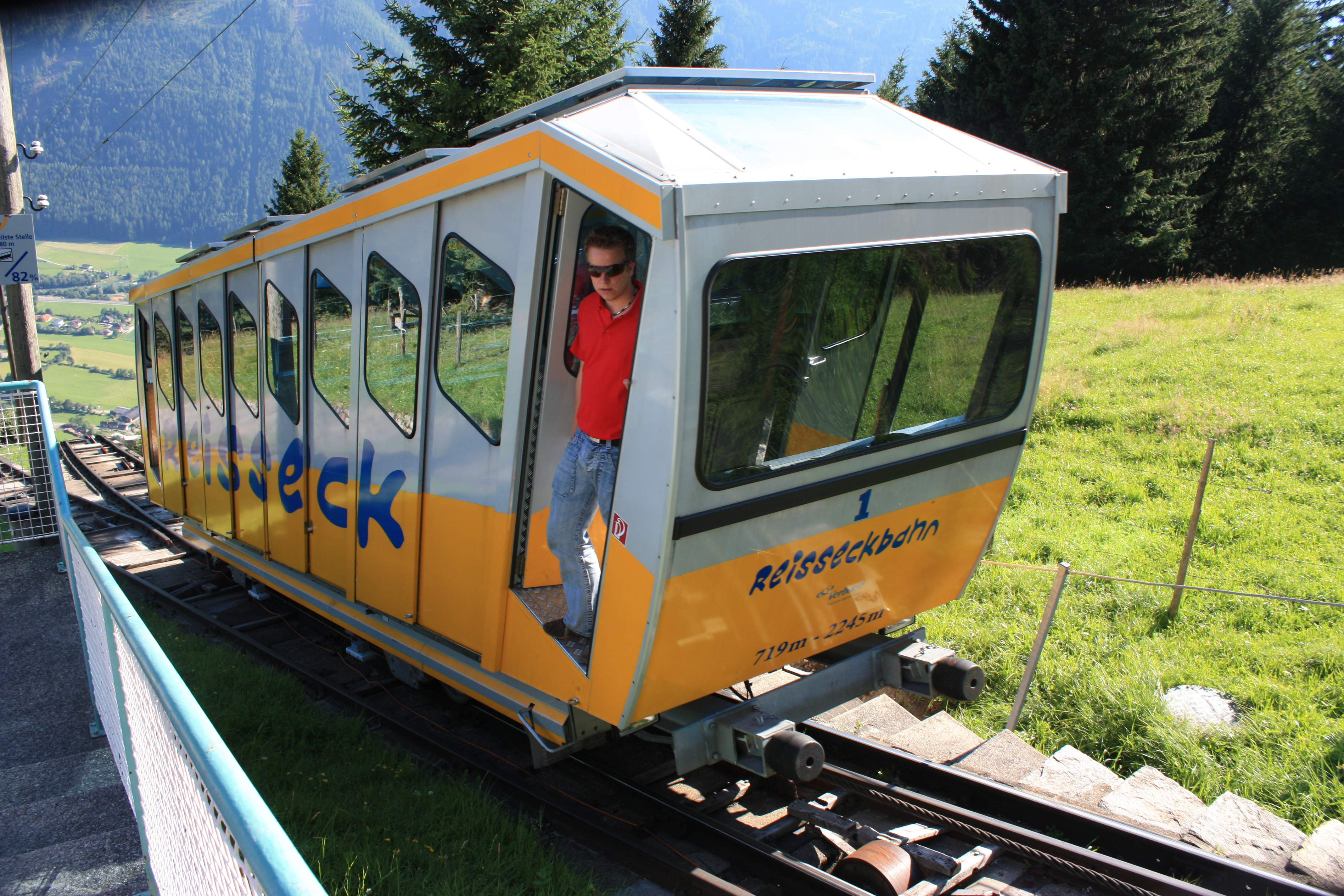
Die Reißeck-Standseilbahn (Sektion 1) an der Haltestelle Schütter

Die Reißeckbahn war eine Bergbahn, die vom Kärntner Mölltal in die Reißeckgruppe führte. Sie bestand aus der Reißeck-Standseilbahn und der Reißeck-Höhenbahn (Schmalspurbahn).

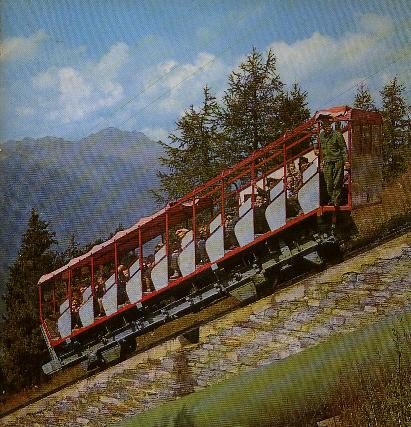
Die alte Bahn im Jahre 1968 neben der Rohrleitung

## Allgemeines
Die Reißeck-Standseilbahn begann in Kolbnitz im Mölltal auf einer Höhe von 719 m ü. A. und endete am Schoberboden auf 2236 m ü. A. Dort begann die Reißeck-Höhenbahn, welche für den Personenverkehr beim Berghotel Reißeck auf einer Höhe von 2250 m ü. A. endete. Weiterführende Werksstrecken reichten auf etwa 2400 m ü. A. Auf der gegenüberliegenden Talseite steigt eine weitere Standseilbahn, die noch aktive Kreuzeckbahn, empor. Die Betriebsführung oblag der Tauern-Touristik GmbH.
Ursprünglich war die Reißeckbahn für den Transport von Material zum Staumauer- und Kraftwerksbau für das Kraftwerk Reißeck-Kreuzeck errichtet worden, weshalb sie auch direkt neben Druckwasserrohren verlief. Nach verschiedenen Um- und Zubauten diente sie anschließend großteils dem Personenverkehr. Sie gehörte zu den zehn meistbesuchten Ausflugszielen, die in Verbindung mit der Kärnten-Card standen.

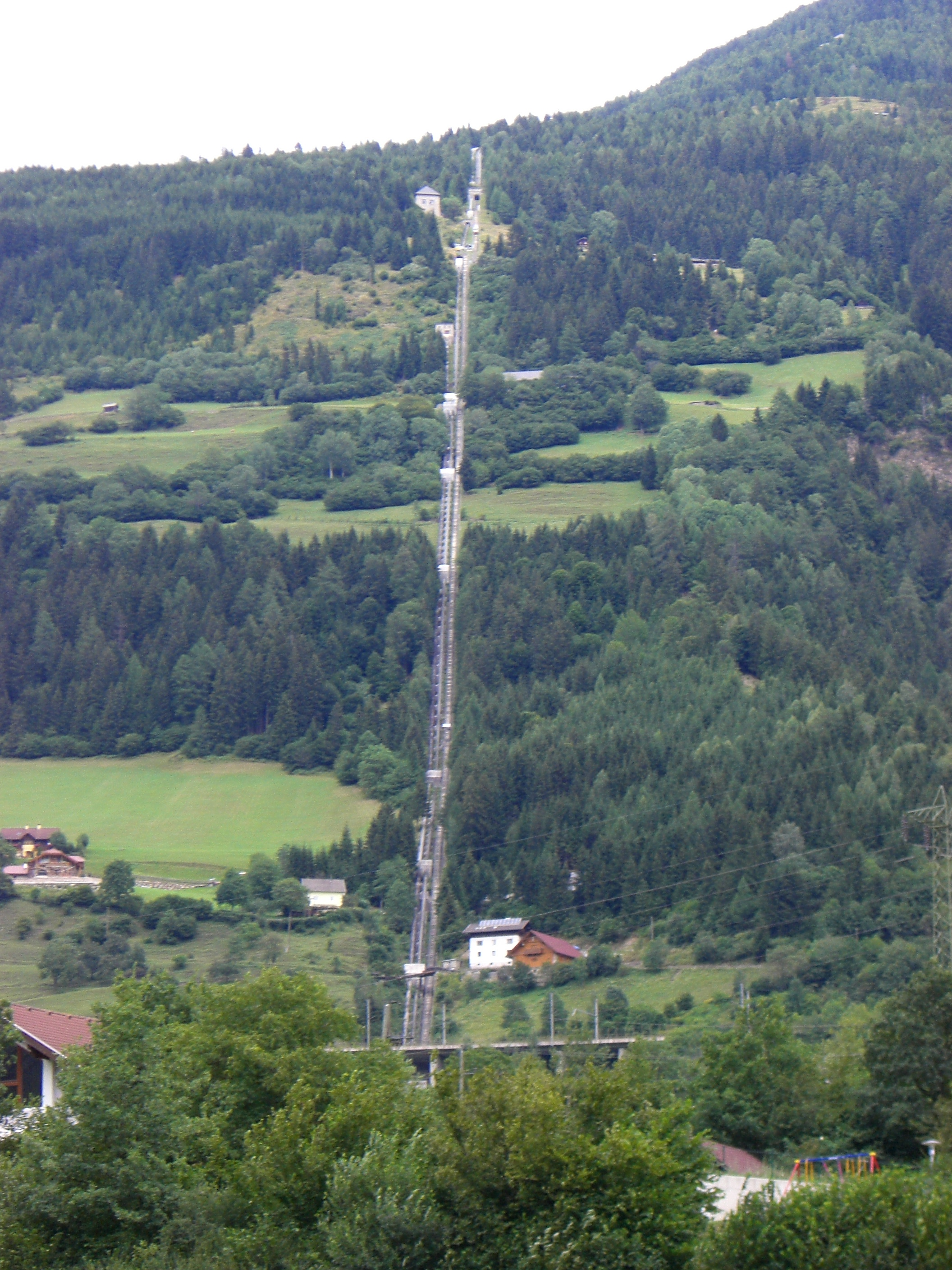
Sektion 1 der Standseilbahn

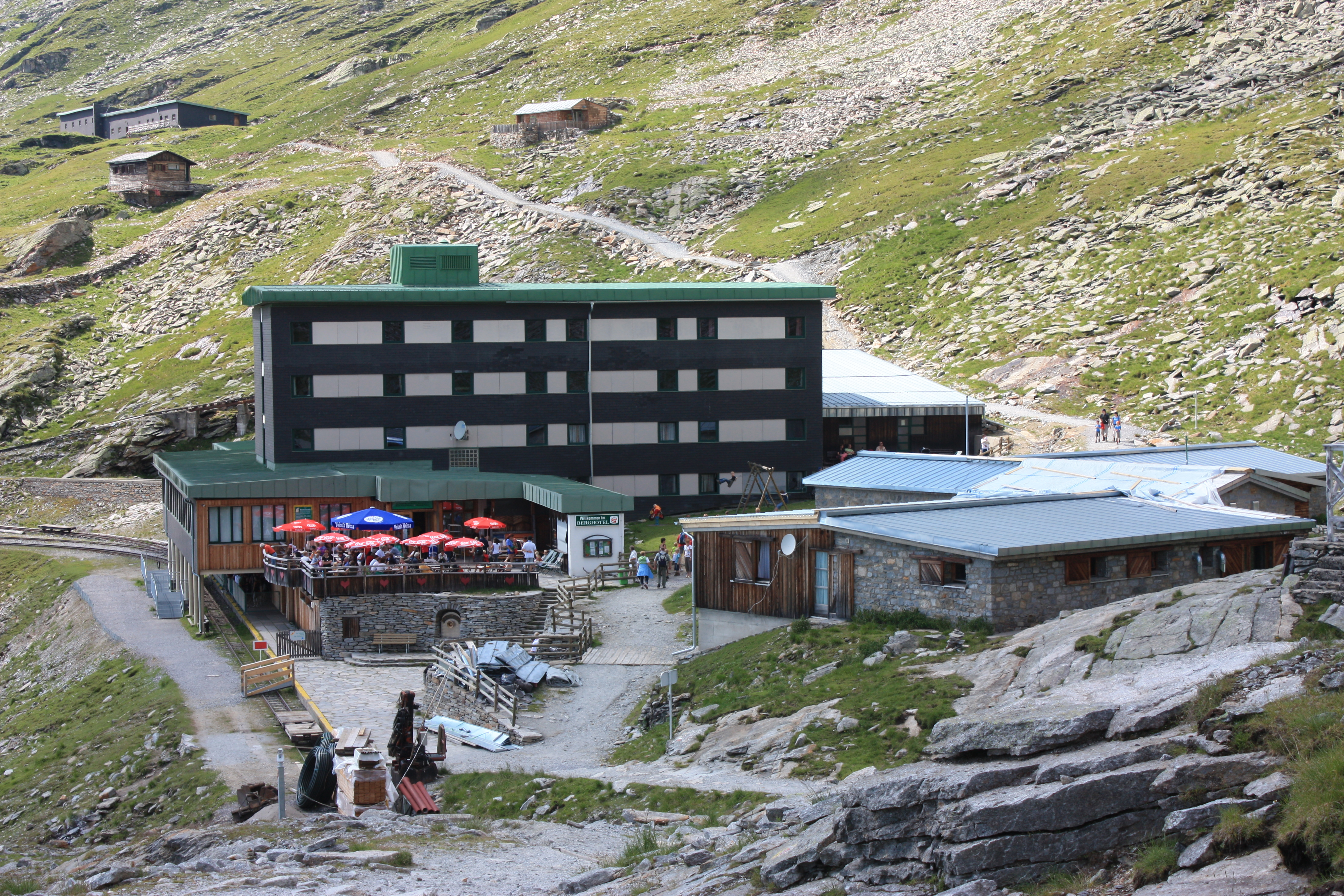
Das inzwischen geschlossene Berghotel Reißeck im Jahr 2008

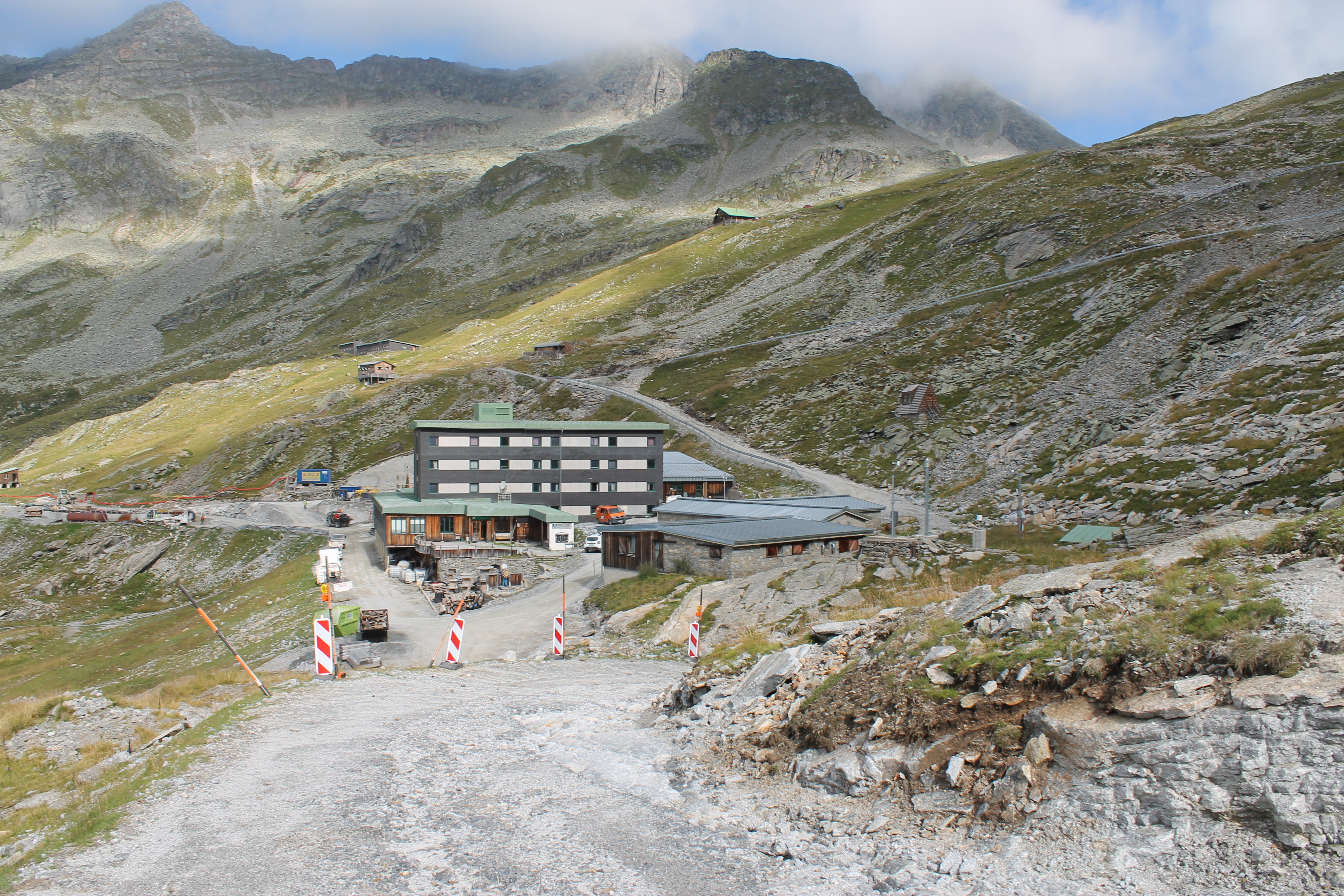
Zustand des ehemaligen Hotels 2022; die Gleise der Höhenbahn sind entfernt; hinter dem Gebäude beginnt der Zugangsstollen zu Reißeck II plus

Das an der Endstation der Höhenbahn liegende Reißeck-Seenplateau bietet zahlreiche Wanderwege. Bis in die 1990er-Jahre wurde auch ein Skigebiet mit zwei Liften betrieben. Das Berghotel Reißeck beherbergte 42 Zimmer auf drei Etagen und zeitweise das höchstgelegene Hallenschwimmbad der Alpen. Weniger als einen halben Kilometer vom Berghotel entfernt liegt die seit 1908 existierende Reißeckhütte, direkt unterhalb der Staumauer des Großen Mühldorfer Sees, durch welche Führungen angeboten wurden und in der 1994 sogar eine Oper zu sehen war.
Auf der Treppe neben der Bahnstrecke wurde auch der Wadlbeißer veranstaltet, ein Treppenlauf über 8971 Stufen und 1518 Höhenmeter.
2010 begannen die Arbeiten an Reißeck II, einer Erweiterung und Modernisierung der Kraftwerksanlage, was eine für große Lkw befahrbare Straße erforderlich machte. 2014 wurde der Betrieb der Reißeck-Höhenbahn eingestellt, da ihre Trasse dem Straßenbau weichen musste. Da dadurch das Seenplateau nicht mehr erreichbar war, verlor die Standseilbahn den Großteil ihrer Attraktivität und verzeichnete weniger als die Hälfte der vorher 65.000 Fahrgäste pro Saison.
Aufgrund von Bauarbeiten am Schoberboden blieb ab 2016 auch die Reißeck-Standseilbahn außer Betrieb. Im Februar 2017 gab der Verbund bekannt, den touristischen Betrieb aufzugeben und beim BMVIT eine Einstellung der Bahn erreichen zu wollen. Demnach machte die Bahn einen jährlichen Verlust von rund einer halben Million Euro. Außerdem wäre im Jahr 2022 die Konzession ausgelaufen und für eine Verlängerung wurde mit notwendigen Investitionen von mehreren Millionen Euro gerechnet. Eine Quersubventionierung durch den Verbund war unzulässig geworden, da die Bahn nach dem Ausbau der Straße für den Kraftwerksbetrieb nicht mehr erforderlich war. Die Suche nach anderen Investoren blieb erfolglos, trotz der Absicht des Landes Kärnten, finanzielle Unterstützung zu leisten.
Im Jänner 2018 wurde die Bahn noch einmal genutzt, um einen defekten Motor der Pumpstation Hattelberg ins Tal zu transportieren, was auch Hoffnungen auf eine Wiedereröffnung für Touristen nährte. Die Konzession für den Personentransport war damals bereits „längst erloschen“.
Für Oktober 2021 bis Jänner 2022 wurden auf der Website der Gemeinde Reißeck Demontagearbeiten an der Bahn und damit verbundene Hubschrauberflüge angekündigt. Davon betroffen waren etwa die Wagen und Zugseile, nicht aber der Gleiskörper.
Ein Plan, das Seenplateau für Besucher über Busse erreichbar zu halten, wurde nicht umgesetzt; der Tunnel der ehemaligen Höhenbahn wurde bei seiner Erweiterung nur für Baustellenverkehr ausgelegt. Daher steht das Berghotel Reißeck heute leer und soll abgerissen werden. 2021 wurde mit dem Bau einer Oberstufe, dem Kraftwerk Reißeck II plus begonnen, dessen Zugangsstollen direkt neben dem ehemaligen Hotel beginnt. Die Reißeckhütte wird in den Sommermonaten noch bewirtschaftet. Sie ist über Mühldorf in einer angegebenen Gehzeit von 5½ Stunden zu erreichen.

## Technische Daten der Reißeck-Standseilbahn

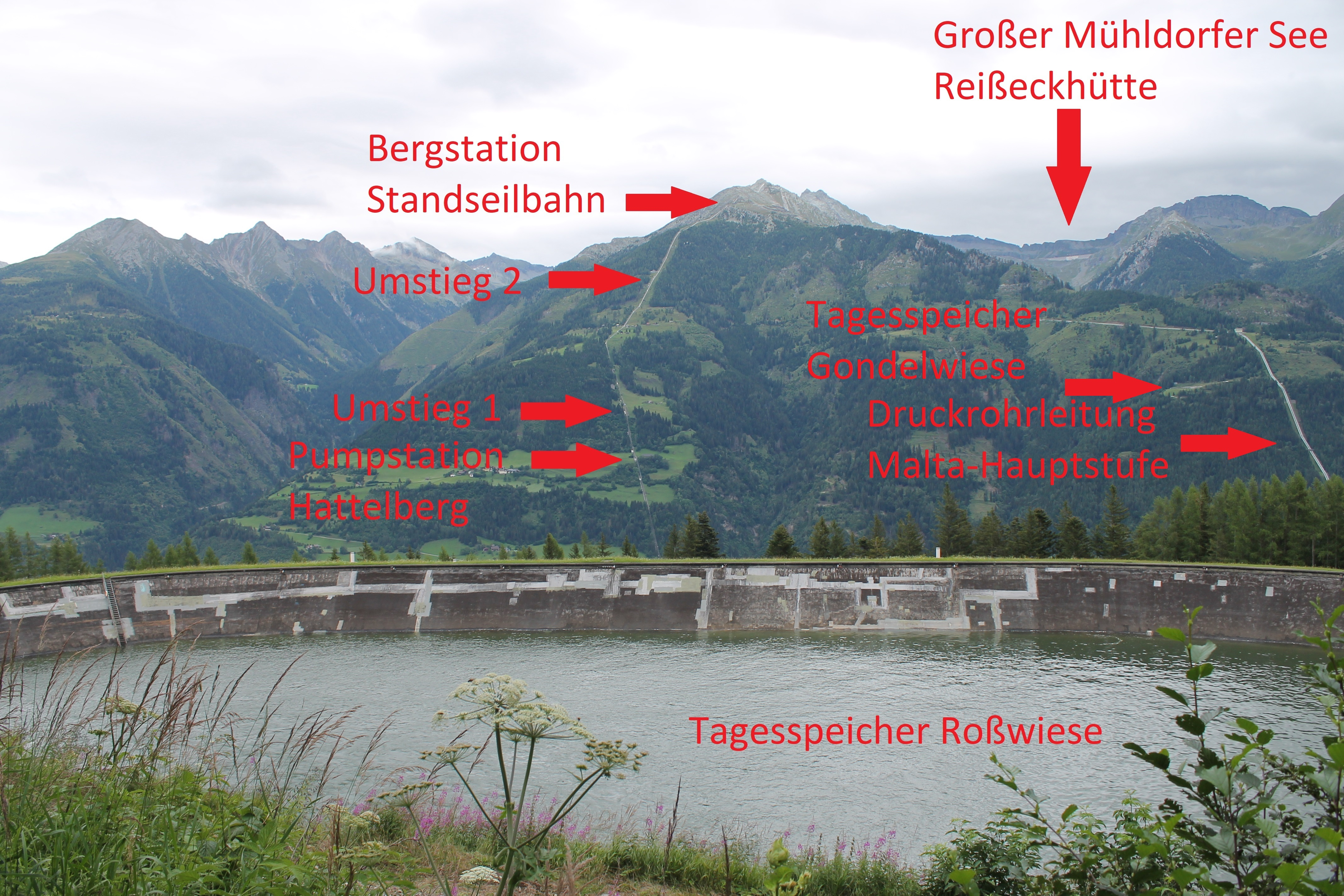
Ein Großteil der Reißeckbahn

Die Reißeck-Standseilbahn hatte eine Spurweite von 1000 mm und überwand in drei Abschnitten mit einer Gesamtlänge von rund 3.500 m einen Höhenunterschied von 1.517 m. Die höchste Bergstation lag bei 2236 m auf dem Schoberboden. Durch eine 4.234,5 m lange Rohrdruckleitung neben der Standseilbahn fließt das Wasser des Jahresspeicherwerks Reißeck aus dem Großen Mühldorfer See, dem Kleinen Mühldorfer See, dem Hochalmsee und dem Radlsee zur Kraftstation Kolbnitz im Mölltal.
Jede Teilstrecke wurde von Wagen mit je 64 Plätzen befahren, die von den drei Bergstationen aus mit 40 mm dicken Zugseilen gezogen wurden. Der Durchmesser der elektrisch betriebenen Seiltrommeln betrug 3,85 m. Die Neigung der Strecke betrug zwischen 25 und 82 %.
Im normalen Betrieb wurde an den beiden Zwischenstationen umgestiegen, eine Fahrt über die gesamte Strecke dauerte rund dreißig Minuten. Für Materialtransporte war es aber auch möglich, einen Wagen zwischen den Abschnitten umzusetzen. Eine derartige Fahrt dauerte dann etwa vier Stunden. Die Tragkraft betrug 11 Tonnen.
| Kilo- meter | Höhe m | Haltestelle  | Bemerkung                              | Lage                             |
| ----------- | ------ | ------------ | -------------------------------------- | -------------------------------- |
| 0,0         | 719    | Zandlach     | Talstation                             | 46° 52′ 48,2″ N, 13° 18′ 58,4″ O |
| 1,185       | 1.270  | Schütter     | Umstieg Sektion 1 zu 2                 | 46° 53′ 18,4″ N, 13° 19′ 7,4″ O  |
| 2,475       | 1.749  | Trog         | Umstieg Sektion 2 zu 3                 | 46° 53′ 49,9″ N, 13° 19′ 27,9″ O |
| 3,650       | 2.236  | Schoberboden | Umstieg Sektion 3 zu Reißeck-Höhenbahn | 46° 54′ 13″ N, 13° 20′ 0,4″ O    |

| Teilstück           | Länge km | Höhen- Differenz | mittlere Neigung | größte Neigung |
| ------------------- | -------- | ---------------- | ---------------- | -------------- |
| Zandlach – Schütter | 1.185    | 551 m            | 55 %             | 82 %           |
| Schütter – Trog     | 1.290    | 479 m            | 51 %             | 74 %           |
| Trog – Schoberboden | 1.130    | 487 m            | 49 %             | 76 %           |